# Гвоздиковка (Черниговская область)
Гвоздиковка (укр. Гвоздиківка) — село в Сновском районе Черниговской области Украины. Население 466 человек. Занимает площадь 4,76 км². Село расположено на реке Снива.
Код КОАТУУ: 7425887502. Почтовый индекс: 15208. Телефонный код: +380 4654.

## Власть
Орган местного самоуправления — Староборовичский сельский совет. Почтовый адрес: 15221, Черниговская обл., Сновский р-н, с. Старые Боровичи, ул. Центральная, 5.